# Громадка, Йозеф Лукл
Йозеф Лукл Громадка (чеш. Josef Lukl Hromádka; 8 июня 1889, Годславице, Моравия, Австро-Венгрия — 26 декабря 1969, Прага) — чешский теолог, деятель экуменического движения.

## Биография
Йозеф Лукл Громадка родился в Северной Моравии. Изучал теологию с 1907 по 1912 год в Венском, Базельском, Гейдельбергском и Абердинском университетах, получил степень доктора теологии в Карловом университете в Праге в 1920 году. С 1920 по 1938 год преподавал теологию на Факультете протестантской теологии имени Гуса в Праге. Некоторое время Громадка работал в молодёжной христианской организации YMCA.
От рождения принадлежал лютеранской церкви, но в сознательном возрасте был последователем Евангелической церкви чешских братьев. Богословские взгляды Йозефа Лукла Громадки сформировались под влиянием Карла Барта, братьев Рейнгольда и Ричарда Нибуров, Эрнста Трёльча, Томаша Масарика, Владимира Соловьёва, Николая Бердяева. В период оккупации Чехословакии во время Второй мировой войны работал приглашённым профессором Принстонской теологической семинарии. Вернулся на родину в 1947 году, после прихода в 1948 году к власти в Чехословакии коммунистов стал деканом Богословского факультета имени Коменского в Праге, участвовал в деятельности Всемирного совета церквей, в 1958 году возглавил Христианскую мирную конференцию в Праге. В 1968 году Громадка направил письмо советскому послу, осудив ввод советских войск в Чехословакию, а позднее ушёл с должности председателя Христианской мирной конференции, на которой его заменил митрополит Ленинградский Никодим (Ротов).
Громадка считается одним из основателей диалектической теологии, или «теологии кризиса», во многом определившей развитие современной протестантской мысли. В социальном отношении он воспринял общественные идеалы чешской Реформации (гуситы и чешские братья), а также швейцарского религиозного социализма (Леонгард Рагац).
В 1958 году стал лауреатом Международной Ленинской премии «За укрепление мира между народами».

## Труды
Наиболее известен сборник лекций Громадки: «Перелом в протестантской теологии»: (перевод с чешского языка) / Йозеф Лукл Громадка; Общая редакция и составление Масару Сато; Редакция рус. текста В. В. Винокурова. М. Прогресс Культура. 1993.
- Masarykova ústřední otázka náboženská, 1919;
- Křesťanství a vědecké myšlení, 1922;
- V boji o Boha a o Boží království, 1924;
- Katolicism a boj o křesťanství, 1925;
- Křesťanství, církve, klerikalism, 1925;
- Jan Karafiát, 1925, 1946;
- Ústřední principy protestantské, 1926;
- Cesty protestantského teologa, 1927;
- Palackého osobnost a význam v národním obrození, 1927;
- Problém pravdy v teologii, 1928;
- Masaryk, 1930;
- Křesťanství v myšlení a životě, 1931;
- Pokus o výklad dějinných útvarů křesťanských, 1931;
- Dostojevskij a Masaryk, 1931;
- Cesty českých evangelíků, 1934;
- Hrdinství v pravdě a v lidskosti, 1936;
- Pochodeň Masarykova, 1937;
- Lidé a programy, 1939;
- Masaryk mezi včerejškem a zítřkem, Chicago 1940;
- Don Quijote české filosofie. E. Rádl, New York 1943 (a řada domácích vydání);
- Naše dnešní orientace, 1945;
- O nové Československo, 1946;
- S druhého břehu. Úvahy z amerického exilu (spolu s O. Odložilíkem), 1946;
- Mezi Východem a Západem, 1946;
- Komunismus a křesťanství, 1948;
- Teologie a církev, 1949;
- Jednota národa v pravdě, 1949;
- Čs. evangelíci v církvi a národě, 1951;
- Smysl bratrské reformace, 1954;
- Die Kirche und die Theologie im Umbruch der Gegenwart, 1956;
- Od reformace k zítřku, 1956;
- Theology between Yesterday and Today, Philadelphia 1957;
- Evangelium für Atheisten, 1958;
- Evangelium o cestě za člověkem, 1958;
- Na prahu dialogu, 1964;
- Zánik a vzkříšení, 2006.

## Архивные источники в России
Официальная переписка Й. Л. Громадки с советскими религиозными деятелями доступна в виде копий на русском языке в документах Совета по делам Русской православной церкви, Совета по делам религиозных культов и Совета по делам религий при Совете Министров СССР (ГА РФ, фонд Р-6991).